# Mezinárodní letiště Ference Liszta Budapešť
Mezinárodní letiště Ference Liszta Budapešť (maďarsky Budapest Liszt Ferenc Nemzetközi Repülőtér, IATA: BUD, ICAO: LHBP), starším názvem Mezinárodní letiště Budapešť-Ferihegy (maďarsky Ferihegyi Nemzetközi Repülőtér), je největší a nejdůležitější v Maďarsku. Jedná se po Frankfurtu, Vídni a Ruzyni o čtvrté nejrušnější letiště ve střední Evropě. Současný název podle Ference Liszta letiště užívá od 25. března 2011.

## Historie
Myšlenka na výstavbu nového letiště v Budapešti vznikla v roce 1938. Návrhář Károly Dávid Jr. (1903–1973), který byl jedním z původců moderního maďarského architektonického umění, snil o výstavbě budovy, která by ze vzduchu připomínala letadlo. Práce byly zahájeny v roce 1942. S maďarskou metropolí spojuje letiště 16 km dlouhá rychlostní silnice.

### Rekonstrukce (1947-1950)

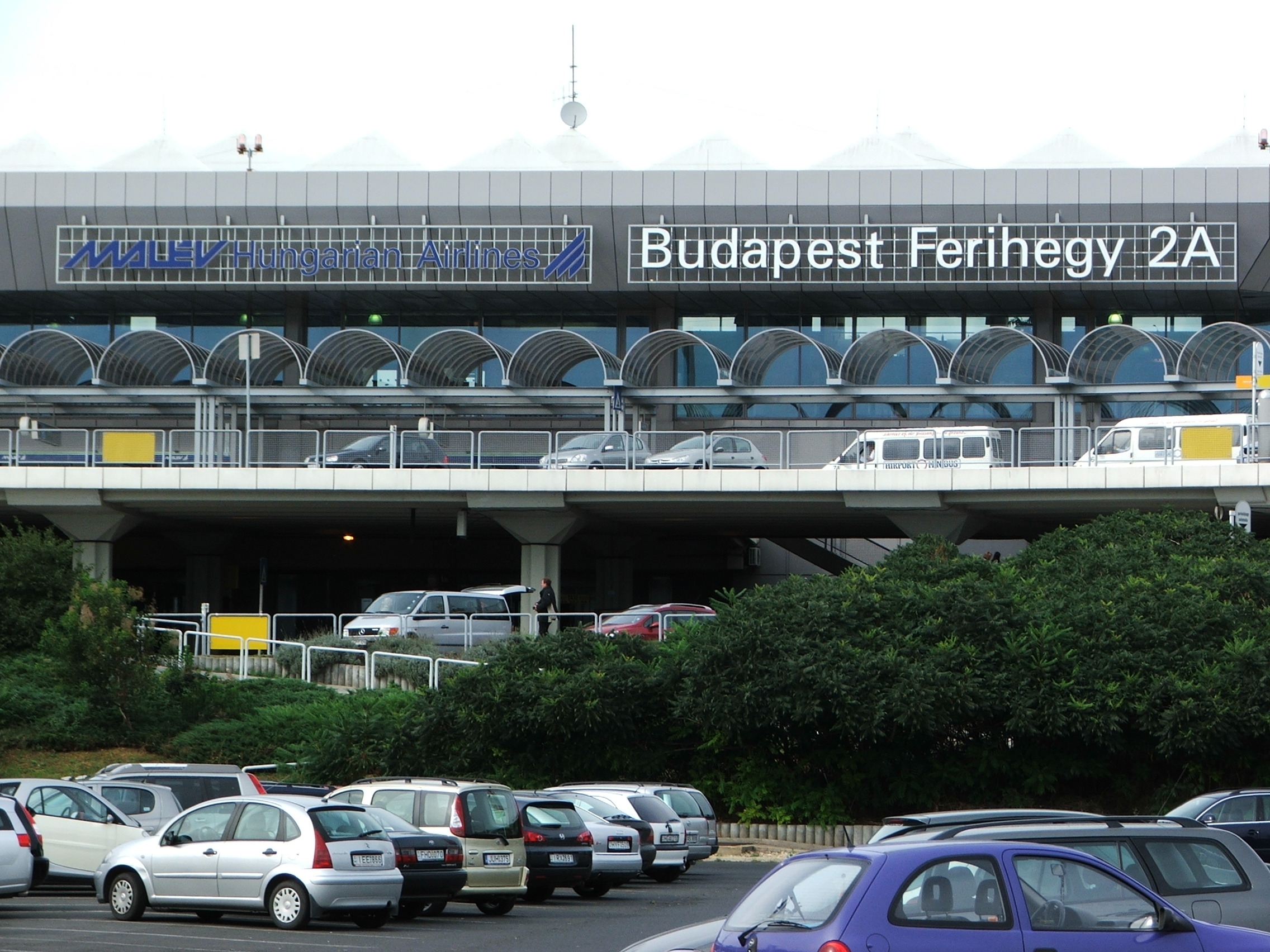
Terminál 2A

V roce 1947 bylo rozhodnuto, že se letiště zrekonstruuje pro civilní využití. V rámci tříletého plánu za 40 milionů forintů bylo stavění schváleno. Slavnostní otevření se konalo v květnu 1950, při té příležitosti také vznikla Magyar-Szovjet Polgári Légiforgalmi Rt. (Maďarsko-Sovětské civilní letectví). Maďarské aerolinie Magyar Légiforgalmi Vállalat vznikly 25. listopadu 1954. První pravidelné linky s MALÉV začaly v létě 1956 do Vídně. První leteckou společností, která začala provozovat lety do Budapešti, byla KLM Royal Dutch Airlines v roce 1957.

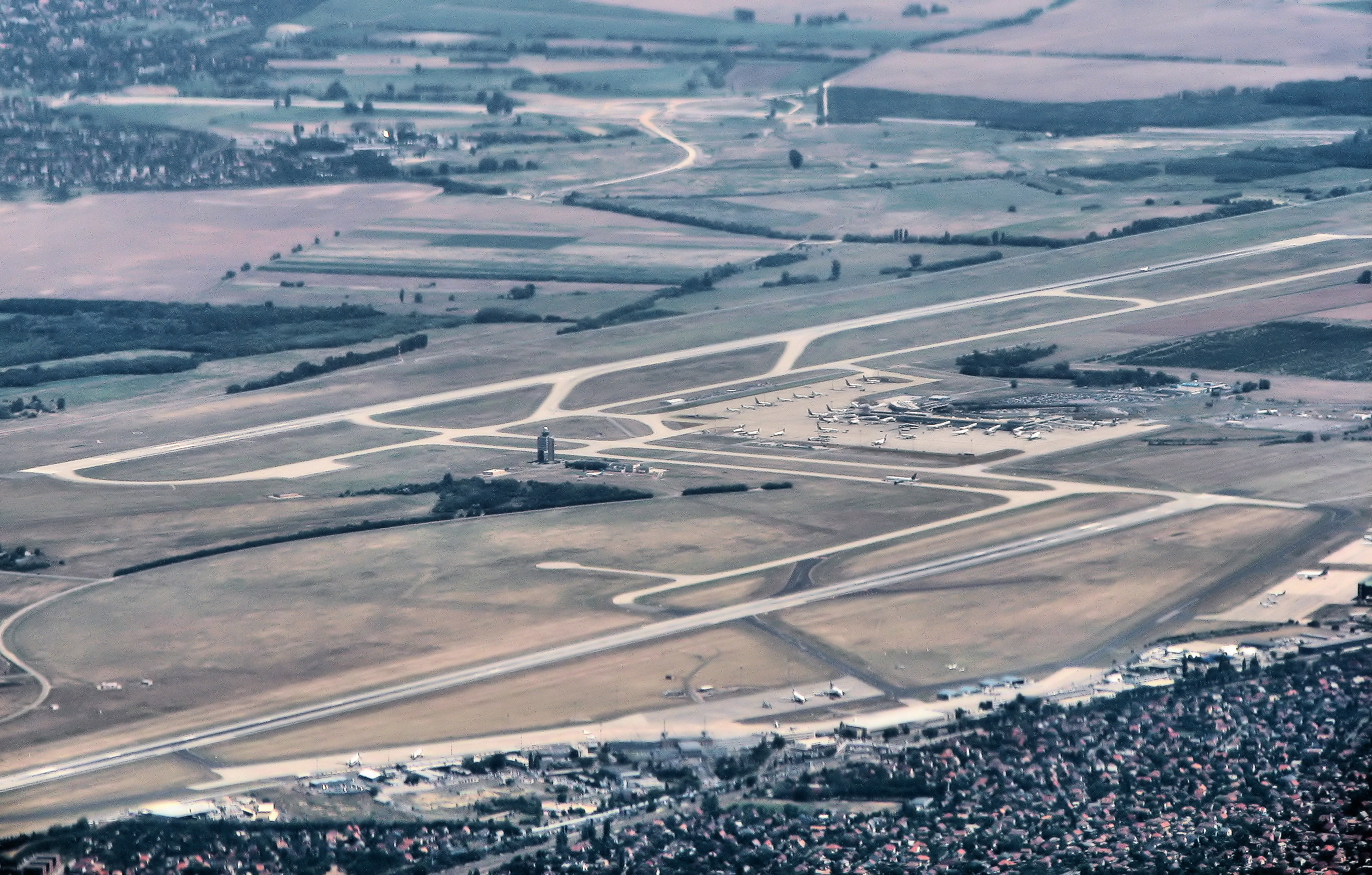
Letecký snímek letiště a okolí

## Vybavení a vzhled
Ferihegy může přijmout velká letadla jako třeba Boeing 747 a Antonov An-124, ale nejčastěji se na tomto letišti nachází letadla značky Airbus a Boeing. Letiště má 2 přistávací a vzletové dráhy s délkami 3 707 m a 3 010 m a také kontrolní věž. Lety jsou soustředěny do dvou moderních terminálů. Cestující z letů ze Schengenského prostoru jsou odváděni do terminálu 2A.